# Kraspedodon
Kraspedodon (Craspedodon lonzeensis) to dinozaur znany jedynie na podstawie trzech zębów znalezionych w osadach grupy Lonzée (górna kreda: ?koniak-santon) okolic wsi Lonzée (Belgia, prowincja Namur). Przez wiele lat, od odkrycia, uważano, że zęby należą do ornitopoda z grupy iguanodonów. Dopiero w roku 2007 Pascal Godefroit i Olivier Lambert przekonująco wykazali, że w rzeczywistości są to zęby neoceratopsa, któremu bliżej do Ceratopsoidea niż do Protoceratopsidae. To jedyne, obok niedawno opisanych z południowej Szwecji szczątków leptoceratopsyda, wystąpienie szczątków ceratopsa w Europie. To odkrycie komplikuje dotychczasowe paleobiogeograficzne wnioski dotyczące ceratopsów.